# I. e. 538
Évszázadok: i. e. 7. század – i. e. 6. század – i. e. 5. század
Évtizedek: i. e. 580-as évek – i. e. 570-es évek – i. e. 560-as évek – i. e. 550-es évek – i. e. 540-es évek – i. e. 530-as évek – i. e. 520-as évek – i. e. 510-es évek – i. e. 500-as évek – i. e. 490-es évek – i. e. 480-as évek
Évek: i. e. 543 – i. e. 542 – i. e. 541 – i. e. 540 –  i. e. 539 – i. e. 538 – i. e. 537 – i. e. 536 – i. e. 535 – i. e. 534 – i. e. 533

## Események
- Nagy Kürosz meghódítja Babilóniát és egyúttal véget vet a zsidók babiloni fogságának.

## Trónra lépések
- Polükratész két testvérével együtt számoszi türannosz